# Château d'Anqueville
Le château d'Anqueville est situé à Bouteville à la limite des communes de Saint-Même-les-Carrières et de Graves-Saint-Amant en Charente sur un éperon rocheux qui domine le ruisseau et les alentours.

## Historique
Au XIIIe siècle la seigneurie d'Anqueville dépendait de la châtellenie de Bouteville et le château détruit durant la guerre de cent ans appartenait aux Taillefer de Montauzier.
Au XVe siècle il appartient aux Giraud ce qui est attesté par l'hommage rendu par Pierre Giraud à Louise de Savoie en 1497. Le château d'Anqueville a été saccagé durant les guerres de religion.
Par mariages et successions il passa aux Culant en 1666 qui le gardèrent un siècle et Alexandre-Louis de Culant fut député aux États Généraux. Quand sa veuve mourut sans descendance en 1824 le château a été acheté par le curé de Châteauneuf. Il a en partie été démoli après 1840. Le moulin à eau avait déjà été détruit en 1768 par une tempête.

## Architecture
Le château a été ruiné pendant la guerre de cent ans et reconstruit au XVe siècle. La fuie a disparu. De ces parties anciennes il reste une salle basse voûtée en berceau brisé, un donjon rectangulaire du XIIIe siècle flanqué d'une tourelle polygonale du XVe siècle et des vestiges de fortifications avec chemin de ronde, tourelles et courtines.
La façade nord-est date du XVIIIe siècle.

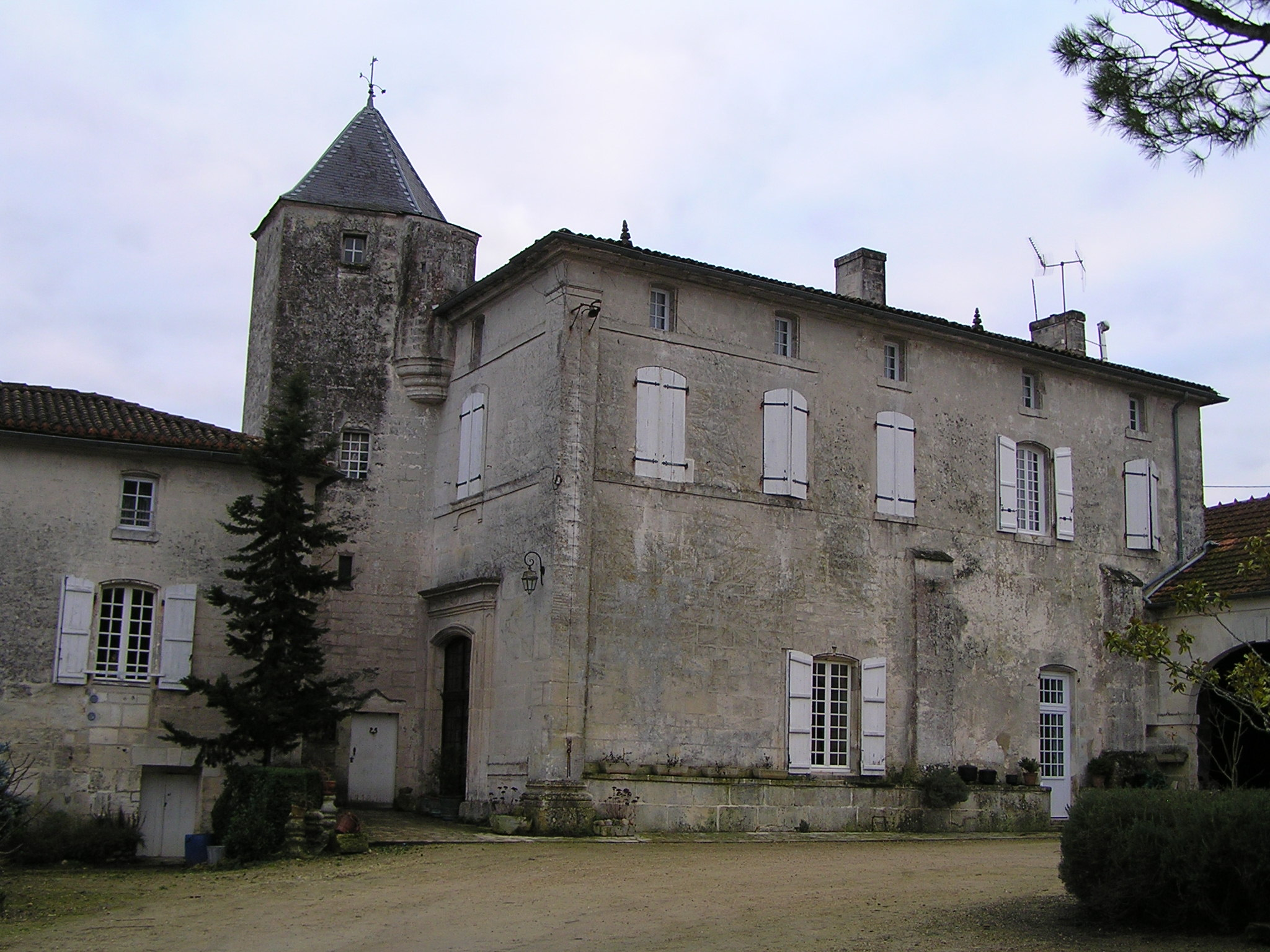
partie rénovée
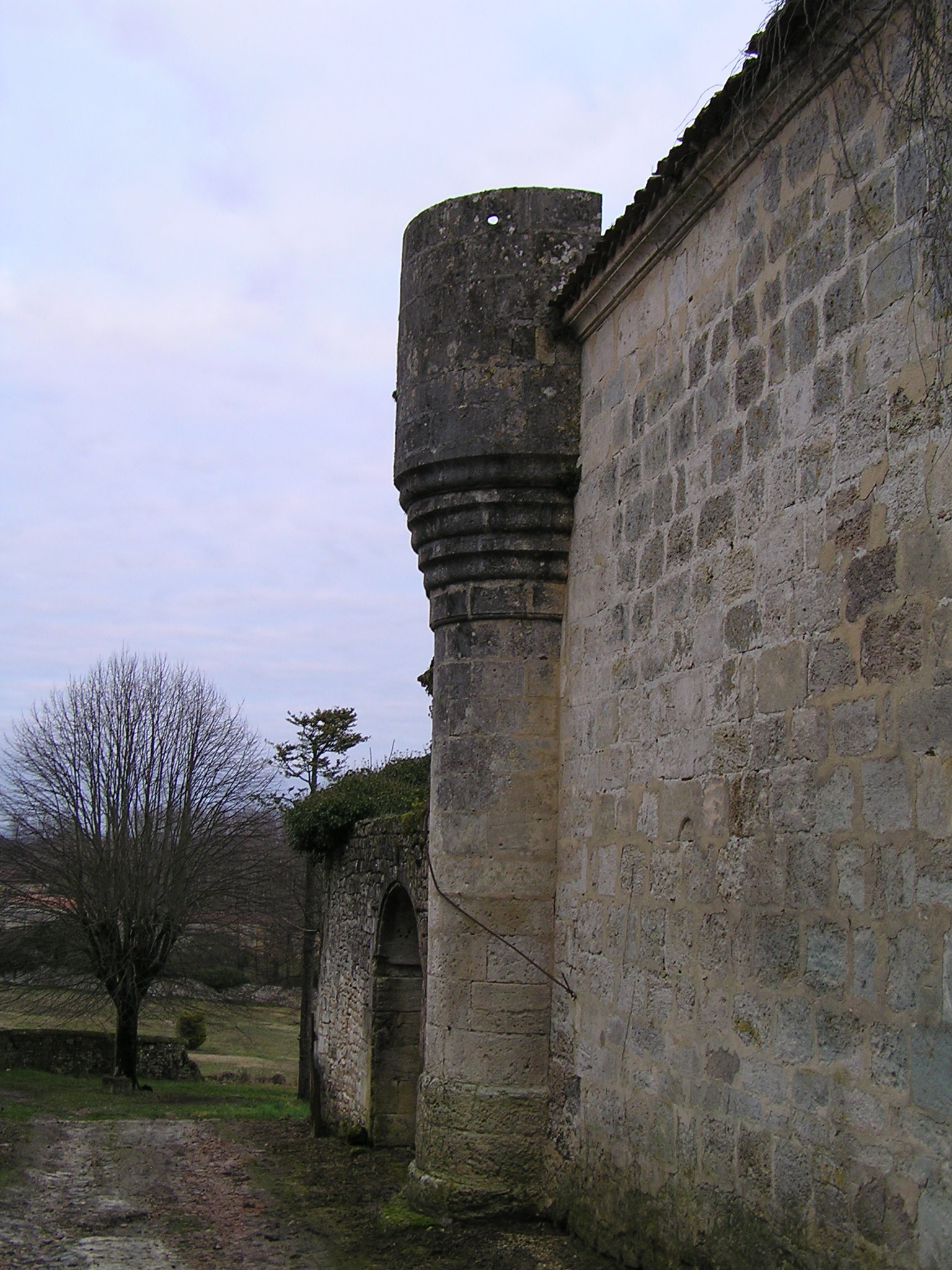
élément de courtine